# Max Schlichting
Max Schlichting (* 16. Juni 1866 in Sagan; † 23. Juni 1937 in Bad Tölz) war ein Maler des Deutschen Impressionismus. Der auch als Professor und Kunstfunktionär tätige Max Schlichting ist für französische Sujets und Darstellungen von Landschaften in Flandern und den Niederlanden bekannt.

## Leben und Leistungen

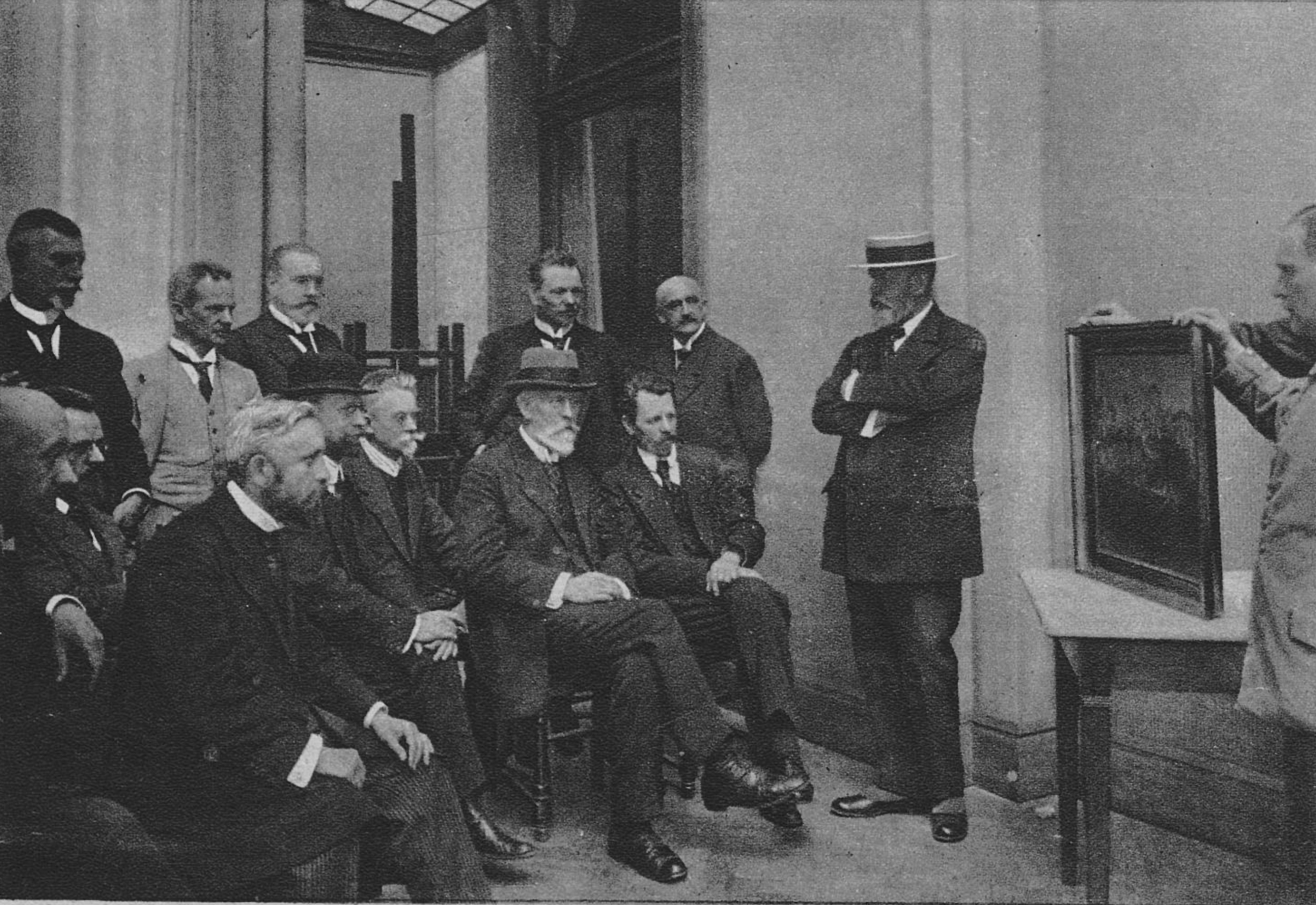
Die Jury der Großen Berliner Kunstausstellung 1917 bei der Arbeit. Zweiter von rechts stehend Max Schlichting

Schlichting wurde als Sohn des Julius Schlichting geboren, der später als Professor für Wasserbau an der TH Charlottenburg tätig war. Er studierte an der Preußischen Akademie der Künste (1885 bis 1892) bei Franz Skarbina, Woldemar Friedrich und Eugen Bracht und anschließend an der Académie Julian in Paris. Er wohnte in Berlin in der Knesebeckstraße Nr. 99, sein Atelier hatte er im Siegmundshof 9.
Schlichting wurde erst Mitglied Vereins Berliner Künstler, 1899 trat er der Berliner Sezession bei, verließ diese jedoch 1901 mit 16 anderen Künstlern. Sie warfen der Secession vor, nicht allen Kunstrichtungen offen zu stehen. Seinem Erfolg tat das keinen Abbruch, 1902 vertrat er gemeinsam mit den älteren Bracht und Skarbina, Berlin in der Jahresausstellung des Münchener Glaspalasts. Im Winter 1902/03 zeigte die Amelangsche Kunsthandlung Radierungen der Ausgetretenen Engel, Schlichting und Uth, in direkter Nachbarschaft zur Secession, ebenso der Kunstsalon Rabl Arbeiten von Schlichting. 1903 gewann er einen Plakatwettbewerb von Edler & Kriesche aus Hannover.
1904 nahm er an der Weltausstellung in St. Louis teil, auf der großen Großen Berliner Kunstausstellung 1904 gab es eine Sonderschau von Werken Schlichtings, später meist ein eigener Saal und 1911 die Goldene Medaille als Auszeichnung. 1912 und 1916 bis 1923 hatte er jeweils die Leitung der Großen Berliner Kunstausstellung inne. 1917 wurde er zum Professor berufen.
Im Verein Berliner Künstler hatte er 1919 bis 1921 das Amt des Vorsitzenden inne, und anschließend des Ehrenvorsitzenden. dort gab es 1925 eine Ausstellung seiner Italienischen Bilder. Er schrieb das Vorwort in Hundert Jahre Berliner Kunst im Schaffen des Vereins Berliner Künstler (Berlin, Verein Berliner Künstler, 1929) und zeichnete verantwortlich für die Ausstellung der modernen Kunst. gezeigt wurde im Wesentlichen die Sammlung von Julius Freund.

## Werk

### Malerei

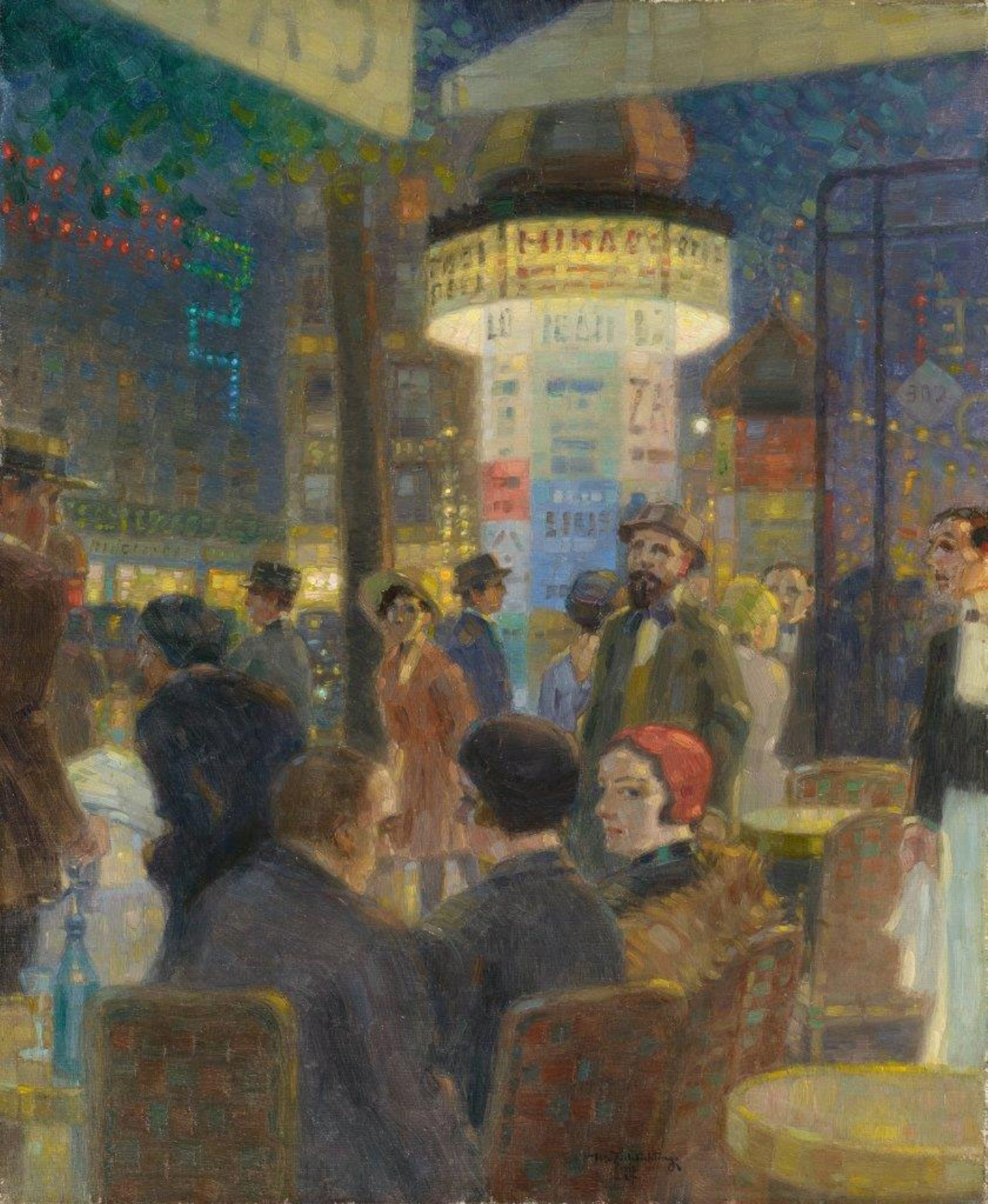
Max Schlichting: Boulevardcafe in Paris

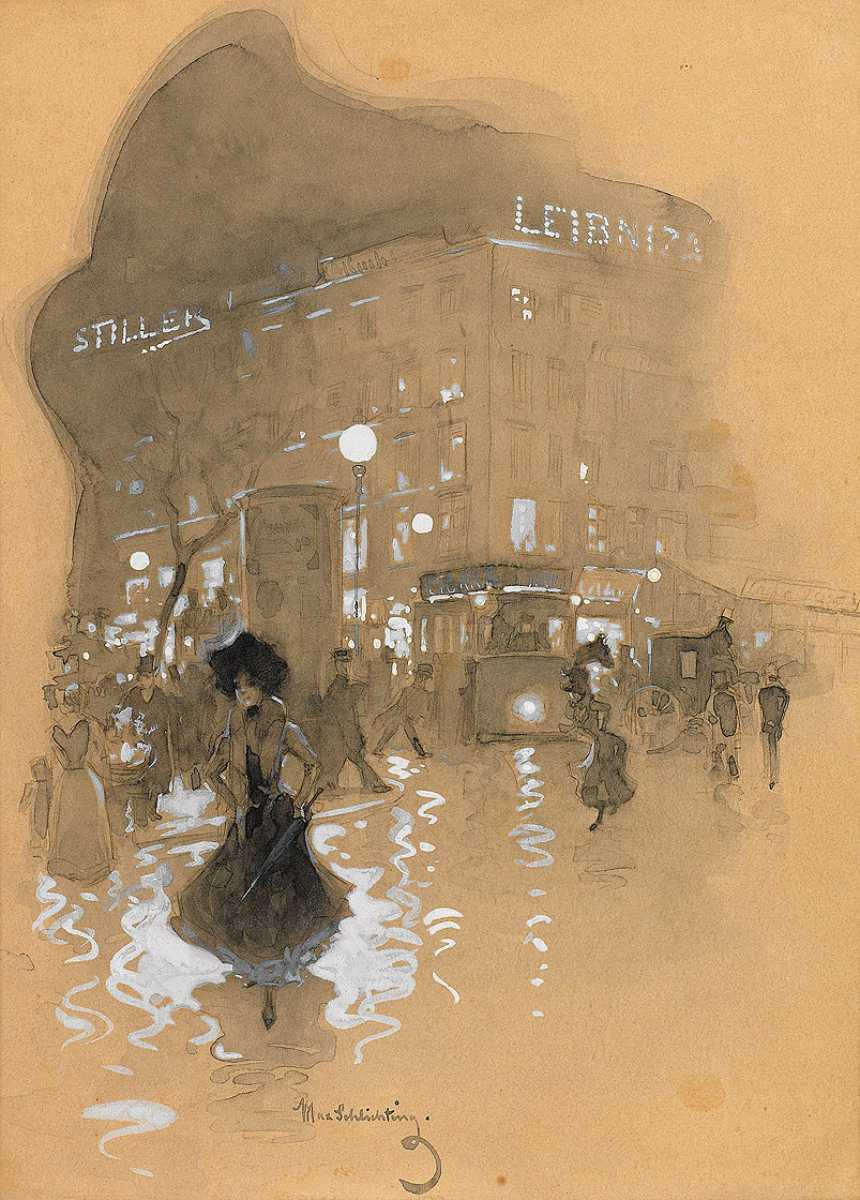
Abendliche Straßenszene in Berlin am Haus „Stiller“ / „Leibniz“.

Das Werk von Max Schlichting galt als undogmatisch und frisch.
Das älteste datierte Gemälde ist die Brandung bei Knokke, das er als 19-Jähriger in Belgien malte, die meiste Werke zeigen Blicke über Paris und Szenen aus dem Umland. Ein Kritiker schrieb er sei „Anempfinder“ und würde „...in Berlin wohnen, aber in Paris leben.“, Julius Elias warf ihm ebenfalls vor als „entlaufener Secessionist“ seine Anregungen aus Frankreich zu beziehen, was „kein Schauspiel, sondern eine Posse“ sei. bescheinigte ihm aber als Kunstpolitiker Anerkennung im Anliegen das "Basar- und Marktmäßige" aus der Berliner Kunstausstellung zu halten.
Werke (Auswahl)
- Brandung bei Knokke, Heyst Belgien 1885
- Zwei häkelnde Mädchen auf einer Wiese, Knokke Belgien, 1892
- Mädchen in den Disteln (Radierung), vor 1908
- Blühender Mohn, Paris, 1893
- Rue du Faubourg Montmartre, Paris, 1893
- Blühender Mohn, 1895 (Alte Nationalgalerie Berlin, erworben 1971)
- Blick auf Paris, 1898 (Alte Nationalgalerie Berlin)
- Strandvergnügen, Cadzand Niederlande, 1899 (Alte Nationalgalerie Berlin)
- Elegantes Paar im Ballsaal / Impressionen aus Paris, 1900
- Blick von der Piazetta auf S. Maria della Salute, 1902
- Monte Pincio, Roma
- Luftschlösser, 1904 (gezeigt auf der großen Kunstausstellung in Dresden 1904)
- Pariser Boulevard am Abend, 1909 (Alte Nationalgalerie Berlin)
- Blick auf Paris (zweite Fassung), 1910, (Museum Kunstpalast Düsseldorf)
- Rialtobrücke
- Voorstraathaven, Dordrecht 1913, Aquarel, 33 × 27 cm.
- Dame mit Hund
- Leipziger Platz 1913
- Boulevardcafe in Paris, 1927, ehemals Sammlung Klaus J. Jacobs.
- Kutter auf See, Anfang 20. Jahrhundert[6]
- Abendliche Straßenszene in Berlin am Haus „Stiller“ / „Leibniz“[7]

### Grafik

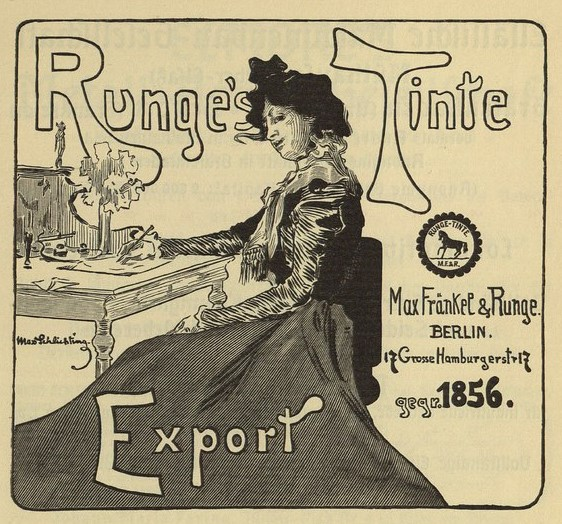
Werbung für Runge's Tinte auf der Weltausstellung Paris 1900

Max Schlichting fertigte selbst keine Druckgrafiken seiner Werke an, es erschienen aber in zeitgenössischen Kunstzeitschriften und Verlagen Druckgrafiken, die Gemälden nachempfunden waren und mit „nach Max Schlichting“ gekennzeichnet waren.
Gebrauchsgrafik Max Schlichting war ferner erfolgreich in der Gebrauchsgrafik tätig – Herstellung von Pressezeichnungen, Plakaten und Buchillustrationen. Darunter das Plakat „Debüt Yvette Guilbert“ des Apollo-Theaters und Werbung für die Autoreifen „Excelsior Pneumatic“  der Hannoversche Gummiwerke Excelsior (beide 1898).
Ab 1890 engagierte ihn der Bestsellerautor Richard Voß als Illustrator seiner Bücher, die Zusammenarbeit wurde jedoch aus unbekannten Gründen später beendet, und Voß nahm andere moderne Maler. Schlichting illustrierte weiterhin für den New York Herald und The World.

## Ausstellungen (Auswahl)
- 1913: Berliner Stimmungsbilder (Ausstellung der Akademie der Künste Berlin)[9]

- 1920: Aquarelle von Max Schlichting in der Galerie Eduard Schulte, Berlin[10]

- 1935: Max Schlichting-Ausstellung des Vereins Berliner Künstler, Berlin

## Max Schlichting und die Kunstszene
Als langjähriger Leiter der Großen Berliner Kunstausstellungen sah Schlichting sich als Verfechter Belange der Künstler und der Kunstfreiheit. Er geriet auch in Konflikt mit Vertretern verschiedener Kunstströmungen, die sich gegenüber anderen abgrenzen wollten. Andererseits mit traditionellen Malern, denen er „Dilettantismus“ und „ödes Mittelmaß“ bescheinigte.

„Im Gegensatz zu Privatausstellungen hat eine vom Staat unterstützte Ausstellung die Verpflichtung, alle künstlerische Bestrebungen gleichmäßig zu fördern, und jedem steht ihre Hilfe offen, der sie für seine Person anrufen will.“

1917 drohte die Großen Berliner Kunstausstellung auszufallen, weil der Lehrter Bahnhof kriegsbedingt als Ausstellungsort nicht zur Verfügung stand. Schlichting wandte sich an Fritz Roeber in Düsseldorf und die Ausstellung fand als „Große Berliner Kunstausstellung im Kunstpalast zu Düsseldorf“ doch noch statt. 1920 initiierte er eine „Petition Berliner Künstler an die deutsche Nationalversammlung“ mit dem Zweck die Einführung einer zusätzlichen Luxussteuer auf Kunst zu verhindern.
Als Juror oder Berater war er tätig u. a. 1920 für die Reichspost in der Kommission für den Wettbewerb von Briefmarken, für die Zeitschrift „Die Kunstwelt“ und für die IV. Ausstellung des Verbandes deutscher Illustratoren.